# Сондей Іван Степанович
Іван Степанович Сондей (нар. 15 січня 1994, Голинь, Калуський район, Івано-Франківська область) — український футболіст, півзахисник.

## Клубна кар'єра
Іван Сондей народився 15 січня 1994 року в с. Голинь Калуського району. Футболом почав займатися в футбольній секції рідного села. В 2007 році перейшов до ДЮСШ «Прикарпаття» (Івано-Франківськ), а в 2008 році — до BRW-ВІК (Володимир-Волинський). В 2008 році отримав пропозиції від київського «Динамо» та донецького «Шахтаря». Іван обрав київську команду, в складі якої в фіналі ДЮФЛУ отримав звання найкращого півахисника. Після цього отримав важку травму, через яку пропустив майже рік у тренувальному процесі. Тренувався з «Динамо-2», але лише для того, щоб набрати оптимальну форму.
В 2012 році виступав у складі ФК «Калуш», який виступав у обласних змаганнях. У складі клубу зіграв 12 матчів та відзначився 1 голом. Того ж року перейшов до складу дніпропетровського «Дніпра», але за головну команду дніпрян не зіграв жодного поєдинку. Натомість захищав кольори юнацької та молодіжної команди клубу, в складі якого зіграв 41 матч та відзначився 6 голами.
Після завершення контракту з дніпропетровським клубом перейшов до складу охтирського «Нафтовика-Укрнафти». Іван Сондей досить швидко адаптувався в новому клубі, оскільки на той час в команді вже були брати Пасічі та Олексій Разуваєв, з якими Іван був добре знайомий ще з часів виступів у дніпропетровській команді. В складі «Нафтовика» дебютував 26 липня 2014 року в програному (0:2) виїзному матчі 1-го туру першої ліги чемпіонату України проти харківського «Геліоса». Іван вийшов у стартовому складі, а на 82-й хвилині його замінив Олександр Боровик. Дебютним голом у футболці охтирської команди відзначився на 69-й хвилині нічийного (1:1) виїзного поєдинку 5-го туру першої ліги чемпіонату України проти «Сум». Сондей вийшов на поле на 59-й хвилині поєдинку, замінивши Сергія Шестакова. Загалом у футболці «Нафтовика» в першій лізі зіграв 70 матчів та відзначився 11-ма голами.
У липні 2017 року підписав контракт з прем'єрліговим «Олімпіком» (Донецьк). 6 серпня 2017 року дебютував за клуб у Прем'єр-лізі в матчі проти луганської «Зорі» (2:0).

## Кар'єра в збірній
Викликався до юнацької збірної України (U-16), в складі якої дебютував 3 березня 2010 року в програному (1:3) виїзному матчі проти однолітків із Фінляндії.